# FLCL
FLCL, eller Furi Kuri som namnet ofta uttalas är en sexepisoders OVA från Gainax, skriven och regisserad av Kazuya Tsurumaki. FLCL fick relativt stor uppmärksamhet när den släpptes i Japan.
Serien handlar i regel om Nandaba Naota, en tolvårig skolpojke från förorten Mabase.
Naota bor ensam med sin pappa, Kamon och sin farfar Shigekuni i familjens egna lilla bageri.
Naota lever ett väldigt ordinärt liv och har en bror, Tasuku som fått ett basebollkontrakt i Amerika. Man får aldrig se någonting av honom men han kommer ändå att spela en ganska stor roll i serien. Tasukus flickvän, Samejima Mamimi, som ofta hittas under en bro verkar ha varit väldigt fäst vid honom och har, nu när Tasuku har åkt, fäst sig vid Naota istället.
Serien gavs ut i Japan 1999 och i övriga världen 2001. Den gavs dessutom ut som en  manga på två volymer och en romanserialisering på tre volymer.
Serien handlar om en ung tjej som rekryterar nya medlemmar till sitt gäng. Eller så var det hur hela började i alla fall.